# Afonso V của Bồ Đào Nha
Afonso V (phát âm tiếng Bồ Đào Nha: [ɐˈfõsu]) (15 tháng 1 năm 1432 - 28 tháng 8 năm 1481) là vua Bồ Đào Nha từ năm 1438 đến năm 1451. Ông thường được biết đến nhiều hơn với biệt hiệu Người Châu Phi (Tiếng Bồ Đào Nha: o Africano) vì các cuộc chinh phạt của ông ở Bắc Phi.
Đến năm 1471, Afonso V là vị vua đầu tiên của Bồ Đào Nha tuyên bố quyền thống trị trên một đại lục các "Vương quốc Algarves", thay vì "Vương quốc Algarve" với cách dùng từ số ít. Các vùng lãnh thổ được thêm vào Bồ Đào Nha gồm các vùng đất ở Bắc Phi trong thế kỷ 15 được gọi là đất của Vương quốc Algarve (nay là vùng phía Nam Bồ Đào Nha), không phải của Vương quốc Bồ Đào Nha. "Algarves" sau đó được coi là vùng lãnh thổ phía Nam Bồ Đào Nha ở cả hai bờ eo biển Gibraltar.
Dưới thời kỳ cai trị của ông, quân đội Bồ Đào Nha tiến hành xâm lược Morocco và sau đó là tham gia vào nội chiến Castilla theo phe ủng hộ cháu gái của ông, Juana của Castilla nhằm chiếm đoạt ngai vàng xứ Castilla.

## Hôn nhân và con cái
Afonso kết hôn lần đầu tiên năm 1447 với Isabella của Coimbra, và hai người có ba đứa con:
- João, Hoàng tử Bồ Đào Nha (29 tháng 1, 1451)
- Joana, Công chúa của Bồ Đào Nha (6 tháng 2 năm 1452 - 12 tháng 5 năm 1490)
- João II của Bồ Đào Nha (3 tháng 4 năm 1455 - 25 tháng 10 năm 1495): vị vua thứ 13 của Bồ Đào Nha.

Afonso kết hôn lần hai, vào năm 1475, với Juana của Castilla, con gái của Enrique IV của Castilla, được gọi là "La Beltraneja", nhưng không có người con nào được sinh ra từ cuộc hôn nhân này.